# Cephaloziella mamillifera
Cephaloziella mamillifera là một loài rêu trong họ Cephaloziellaceae. Loài này được R.M. Schust. & Damsh. mô tả khoa học đầu tiên năm 1987.